# Валькув
Валькув (пол. Walków) — село в Польщі, у гміні Осьякув Велюнського повіту Лодзинського воєводства.
Населення — 130 осіб (2011).
У 1975—1998 роках село належало до Серадзького воєводства.

## Демографія
Демографічна структура станом на 31 березня 2011 року:
|          | Загалом | Допрацездатний вік | Працездатний вік | Постпрацездатний вік |
| -------- | ------- | ------------------ | ---------------- | -------------------- |
| Чоловіки | 67      | 14                 | 44               | 9                    |
| Жінки    | 63      | 17                 | 27               | 19                   |
| Разом    | 130     | 31                 | 71               | 28                   |